# ساعة وفاة ترامب

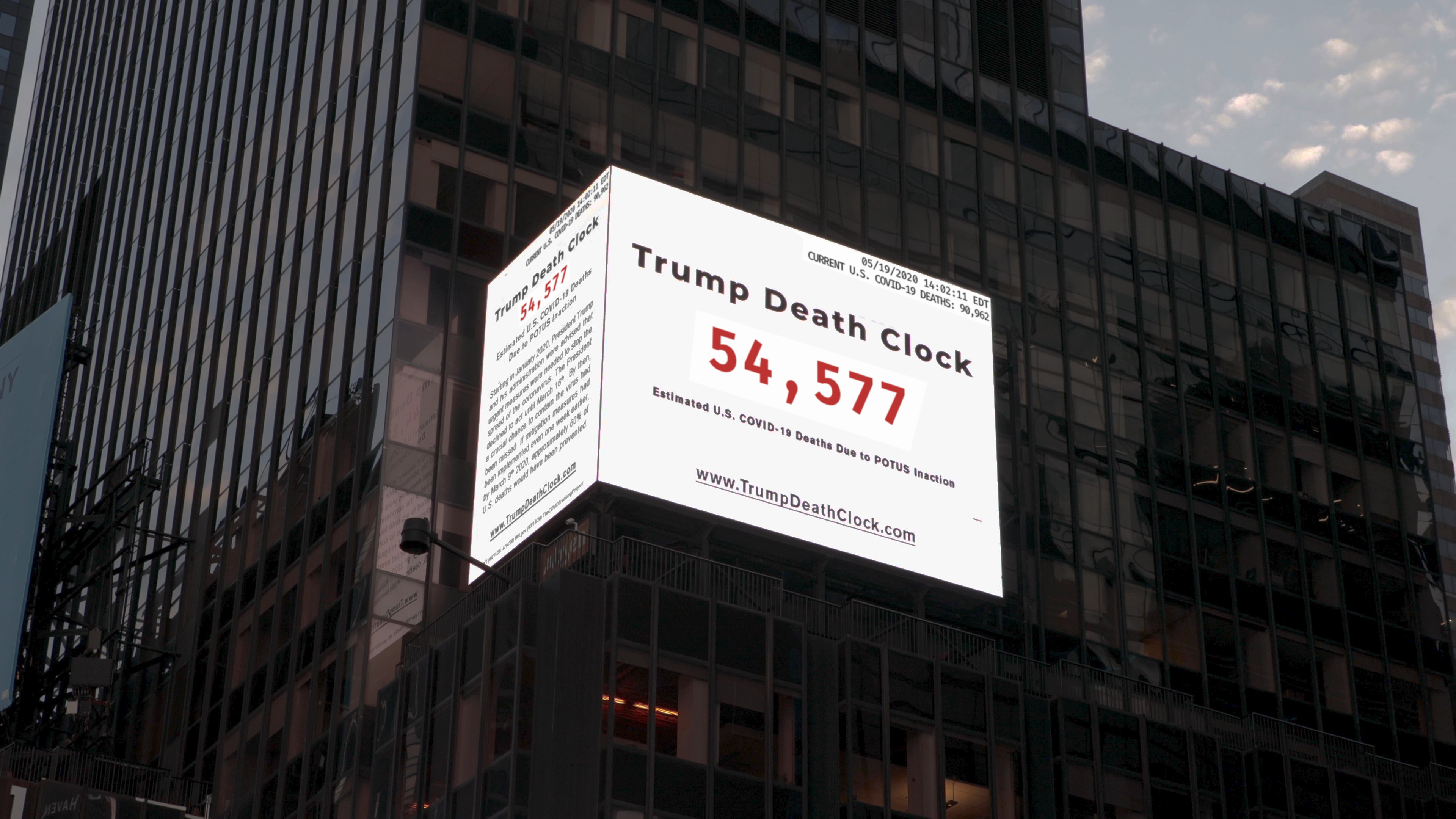
ساعة وفاة ترمب في 19 مايو 2020

بدأت ساعة وفاة ترمب موقعًا على شبكة الإنترنت، وهي الآن معروضة في شكل لوحة في تايمز سكوير تعرض عدد الوفيات «المزعومة نظريًا» للوفيات التي تعزى إلى تقاعس الرئيس دونالد ترمب خلال جائحة كوفيد-19. أَنشَأَ الساعة يوجين جاركي. تقع اللوحة على شارع برودواي وويست 43 ستريت.